# ای‌آی‌ای

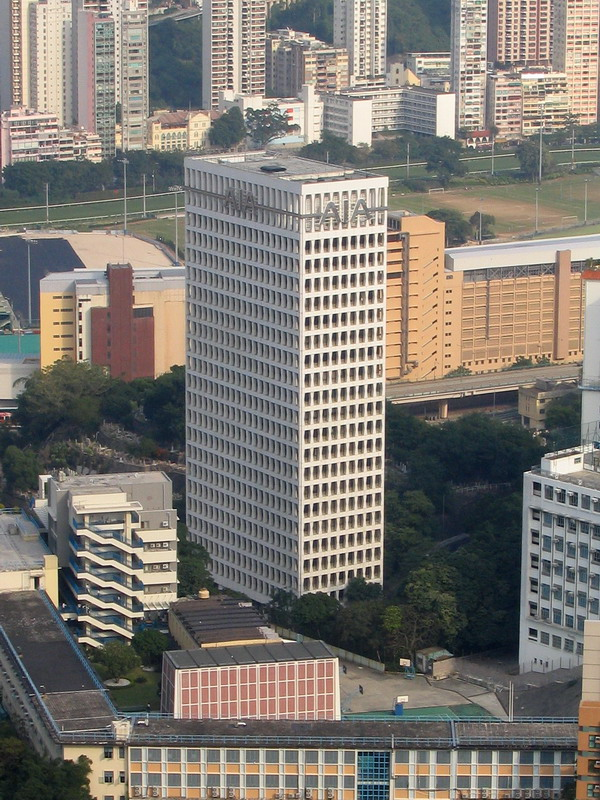
ساختمان مرکزی ای‌آی‌ای

ای‌آی‌ای (به چینی: 友邦保險) شرکت خدمات مالی هنگ کنگی است، که در زمینه ارائه خدمات بیمه و مدیریت صندوق‌های سرمایه‌گذاری مشترک فعالیت می‌نماید.
شرکت ای‌آی‌ای در سال ۱۹۳۱ تاسیس شد و در حال حاضر دارای عملیات در کشورهای تایوان، جمهوری خلق چین، استرالیا، نیوزیلند، ژاپن، هند، سری‌لانکا، مالزی، اندونزی، ماکائو، کره جنوبی، تایلند، فیلیپین، سنگاپور، برونئی و ویتنام می‌باشد.
دفتر مرکزی این شرکت در هنگ کنگ قرار دارد و بخشی از سهام آن در بازار بورس اوراق بهادار هنگ کنگ معامله می‌شود.